# هال تسيغلر
هال تسيغلر (بالإنجليزية: Hal Ziegler)‏ هو محامي وسياسي أمريكي، ولد في 23 أغسطس 1932، وتوفي في 11 نوفمبر 2012. نشط حزبياً في الحزب الجمهوري. وقد انتخب عضو مجلس ولاية ميشيغان وانتخب عضو مجلس نواب ميشيغان ‏.